# Spadochroniarstwo na Światowych Wojskowych Igrzyskach Sportowych 2007
Spadochroniarstwo na Światowych Wojskowych Igrzyskach Sportowych 2007 – zawody dla sportowców-żołnierzy zorganizowane przez Międzynarodową Radę Sportu Wojskowego, które odbyły się w indyjskim Hajdarabadzie w dniach 16–20 października 2007 roku podczas igrzysk wojskowych.
Najwięcej medali zdobyli reprezentanci Rosji 5 (w tym 4 złote i 1 brązowy). 

## Harmonogram
| Październik 2007  | 14 | 15 | 16 | 17 | 18 | 19 | 20 | 21 |
| ----------------- | -- | -- | -- | -- | -- | -- | -- | -- |
| Spadochroniarstwo |    |    |    |    | F  | F  | F  |    |

Legenda
|  | Dzień zawodów |  | Finały (F) |

## Konkurencje
W turnieju rozegrane zostało osiem konkurencji (cztery damskie i cztery męskie)

### Mężczyźni
- indywidualnie – celność lądowania
- drużynowo – akrobacja zespołowa, celność lądowania, formacja Skydive

### Kobiety
- indywidualnie – celność lądowania
- drużynowo – akrobacja zespołowa, celność lądowania, formacja Skydive

## Medaliści

### Mężczyźni
| Konkurencja         | Złoto               | Złoto | Srebro                   | Srebro     | Brąz                 | Brąz       |
| Konkurencja         | Drużyna / Zawodnik  | Wynik | Drużyna / Zawodnik       | Wynik      | Drużyna / Zawodnik   | Wynik      |
| indywidualne        |                     |       |                          |            |                      |            |
| Celność lądowania   | D. Maksimov · Rosja | .01   | Borut Erjavic · Słowenia | .02 (0,00) | Jiri Gecnuk · Czechy | .02 (0,01) |
| drużynowo           |                     |       |                          |            |                      |            |
| Akrobacja zespołowa | Belgia ·            | 5,0   | Stany Zjednoczone ·      | 11,0       | Rosja ·              | 12,0       |
| Celność lądowania   | Niemcy ·            | .19   | Słowenia · Borut Erjavic | .20 (0,00) | Czechy · Jiri Gecnuk | .20 (0,03) |
| Formacja Skydive    | Belgia ·            | 252,0 | Stany Zjednoczone ·      | 251,0      | Szwajcaria ·         | 195,0      |

### Kobiety
| Konkurencja         | Złoto                 | Złoto      | Srebro                | Srebro     | Brąz                  | Brąz  |
| Konkurencja         | Drużyna / Zawodniczka | Wynik      | Drużyna / Zawodniczka | Wynik      | Drużyna / Zawodniczka | Wynik |
| indywidualne        |                       |            |                       |            |                       |       |
| Celność lądowania   | O. Lepezina · Rosja   | .01 (0,00) | M. Sajovic · Słowenia | .01 (0,04) | Ye Xiaoli · Chiny     | .04   |
| drużynowo           |                       |            |                       |            |                       |       |
| Akrobacja zespołowa | Rosja ·               | 5,0        | Stany Zjednoczone ·   | 5,0        | Chiny ·               | 8,0   |
| Celność lądowania   | Rosja · O. Lepezina   | .25        | Stany Zjednoczone ·   | .36        | Białoruś ·            | .44   |
| Formacja Skydive    | Stany Zjednoczone ·   | 171,0      | Norwegia ·            | 160,0      | Francja ·             | 137,0 |

## Klasyfikacja medalowa
* Organizator zawodów został zaznaczony tym kolorem, Polskę oznaczono tekstem pogrubionym.
| Miejsce            | Reprezentacja      | Złoto | Srebro | Brąz | Razem |
| ------------------ | ------------------ | ----- | ------ | ---- | ----- |
| 1                  | Rosja              | 4     | 0      | 1    | 5     |
| 2                  | Belgia             | 2     | 0      | 0    | 2     |
| 3                  | Stany Zjednoczone  | 1     | 4      | 0    | 5     |
| 4                  | Niemcy             | 1     | 0      | 0    | 1     |
| 5                  | Słowenia           | 0     | 3      | 0    | 3     |
| 6                  | Norwegia           | 0     | 1      | 0    | 1     |
| 7                  | Chiny              | 0     | 0      | 2    | 2     |
| 7                  | Czechy             | 0     | 0      | 2    | 2     |
| 9                  | Białoruś           | 0     | 0      | 1    | 1     |
| 9                  | Francja            | 0     | 0      | 1    | 1     |
| 9                  | Szwajcaria         | 0     | 0      | 1    | 1     |
| Ogółem (11 państw) | Ogółem (11 państw) | 8     | 8      | 8    | 24    |

Źródło: